# All by Myself (album de Shirley Bassey)
Pour les articles homonymes, voir All by Myself.
Albums de Shirley Bassey
The Magic Is You
(1978) I Am What I Am
(1984)
Singles
All by Myself est le vingt-cinquième album studio de Shirley Bassey, sorti en 1982, le premier depuis sa semi-retraite de 1978. Il est classé no 48 au UK Albums Chart.
L'album contient la chanson-titre All by Myself, disque d'Or pour Eric Carmen en 1976 ; This Masquerade pour laquelle Leon Russell avait reçu trois Grammy Awards en 1972 ; He's Out of My Life, un succès de Michael Jackson de 1980 ; New York State of Mind, une chanson de Billy Joel de 1976 ; Can You Read My Mind, une reprise d'un single de Maureen McGovern d'après la bande originale du film Superman ; Solitaire une chanson créée par Petula Clark en 1967 ; le medley New York, New York/New York, New York et une chanson de Peter Allen de 1977, We Don't Cry Out Loud, initialement prévue sur l'album The Magic Is You.
All by Myself fait partie des deux singles avec Only When I Laugh en face B sur l'un (APK201) et We Don't Cry Out Loud en face B sur l'autre. Aucun n'entre au hit-parade.
All by Myself sort en disque compact, 33 tours et cassette audio stéréo sur l'éphémère label américain Applause Records. Le CD n'a pas été réédité.

## Liste des chansons
1. All by Myself (Rachmaninoff, Eric Carmen)
2. This Masquerade (Leon Russell)
3. If and When (Cyril Ornadel, Norman Newell)
4. He's Out of My Life (Tom Bahler)
5. New York State of Mind (Billy Joel)
6. Can You Read My Mind (John Williams, Leslie Bricusse)
7. Only When I Laugh (David Shire, Richard Malby, Jr)
8. Solitaire (Neil Sedaka, Phil Cody)
9. New York Medley
  -     - New York, New York (John Kander, Fred Ebb)
    - New York, New York (Gerard Kenny)
10. We Don't Cry Out Loud (Peter Allen, Carole Bayer Sager)

## Personnel
- Shirley Bassey : chant
- Johnny Harris : producteur, arrangements, orchestration
- John Coleman : arrangements
- Tom Ranier : claviers
- Paul Liem : batterie
- Neil Stubenhaus : guitare basse
- Joe de Blase, George Doering et Mitch Holder : guitare